# دانشگاه بلافتن

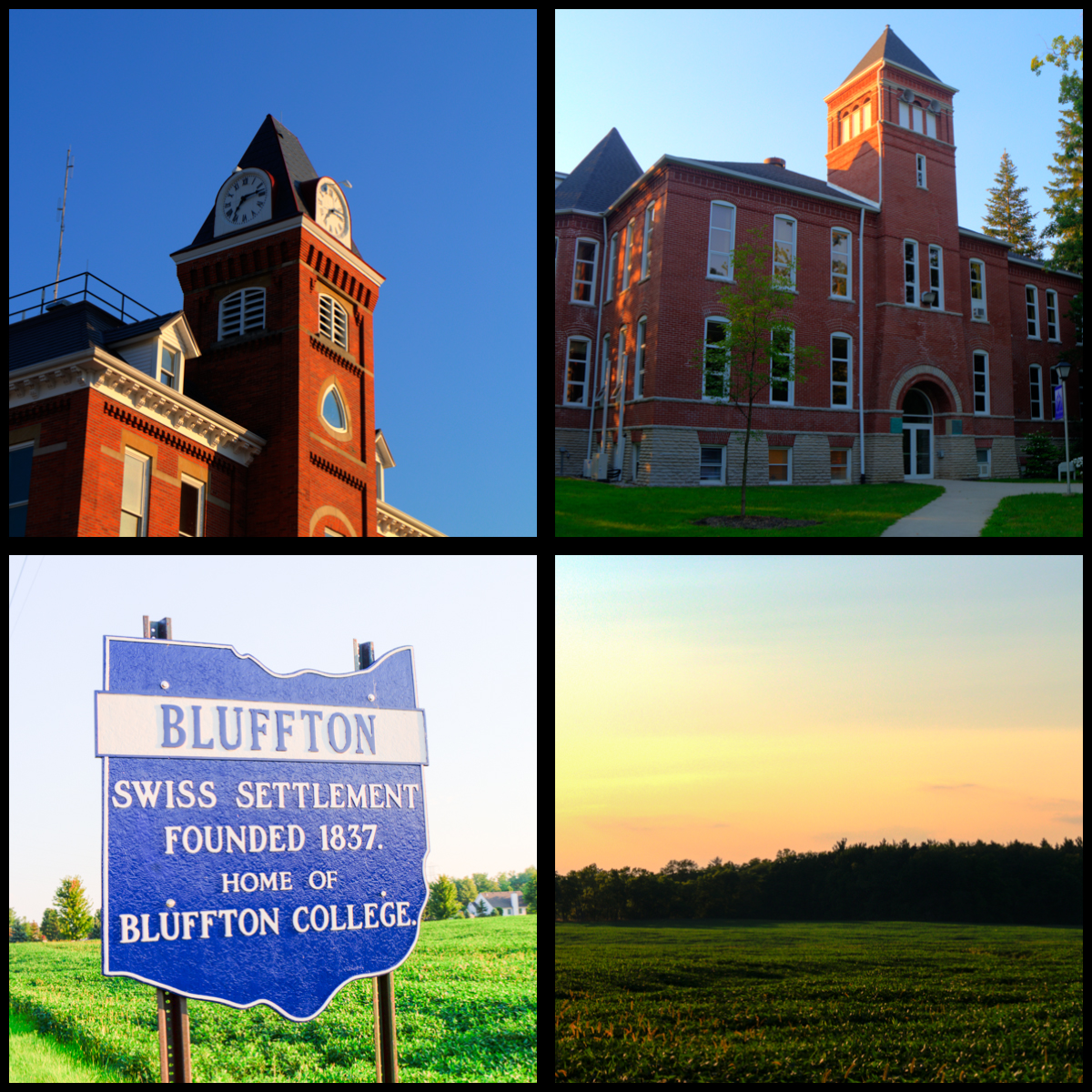

دانشگاه بلافتن یک دانشگاه خصوصی در بلافتن، اوهایو است که توسط کمیسیون آموزش عالی تأیید شده‌است. رژیم‌شناسی، آموزش، موسیقی و مددکاری اجتماعی از دوره‌های مورد تأیید این دانشگاه هستند. دانشگاه بلوفتون دارای بیش از هشتاد رشته اصلی، دوره‌های فرعی و بین رشته‌ای و شانزده تیم ورزشی است.
این دانشگاه در سال ۱۸۹۹ به عنوان کالج سنترال منونیت تأسیس شد، اما در سال‌های اولیه خود به عنوان یک آکادمی و کالج فعالیت می‌کرد. در سال ۱۹۰۸ این کالج تنها یک ساختمان داشت. کتابخانه Musselman در سال ۱۹۳۰ تکمیل شد و به تالار کالج (۱۹۰۰) و سالن علوم (۱۹۱۳ که بعداً تالار برکی تغییر نام داد) به عنوان ساختمان‌های اولیه دانشگاهی اضافه شد.